# Francisco Calvo Burillo
Francisco Calvo Burillo O.P. (Híjar, 21 de noviembre de 1881 - Híjar, 2 de agosto de 1936), fue un sacerdote español, martirizado durante la guerra civil española y venerado como beato por la Iglesia Católica.

## Biografía
Calvo Burillo nació en Híjar, provincia de Teruel, el 21 de enero de 1881, y profesó el 5 de abril de 1898. A los 15 años ingresa en el convento de San José de Padrón, provincia de La Coruña. Tras estudiar filosofía en ese convento y en el monasterio de San Juan Bautista de Corias, en Asturias, fue ordenado sacerdote en Salamanca en 1905. Estudió en Salamanca y se licenció en Filosofía y Letras en la Universidad de Barcelona. Calvo Burillo enseñó en varios colegios y fue regente del Studium Generale de Valencia.
Al comienzo de la guerra civil española, se refugió en la casa de su madre, pero fue identificado, detenido durante 12 horas y fusilado el 2 de agosto de 1936.

## Culto
El 11 de marzo de 2001, el Papa Juan Pablo II beatificó a 283 víctimas de la guerra civil española, tanto religiosas como laicas, entre ellas Francisco Calvo Burillo, a quien el Martirologio Romano recuerda así:

En la aldea de Híjar, cerca de Teruel, en España, beato Francisco Calvo Burillo, presbítero de la Orden de Predicadores y mártir, que, en el furor creciente de la persecución contra la fe, padeció el martirio (1936).
Martirologio romano